# داده‌نامه‌نویسی
داده‌نامه‌نویسی یا فهرست‌نویسی (به انگلیسی: Cataloging یا Cataloguing) در علوم کتابداری و اطلاع‌رسانی، یک فرایند ایجاد فراداده است که هدف این فراداده‌ها نمایش منابع اطلاعاتی، مثل کتاب‌ها، صداهای ضبط شده، تصاویر متحرک، و غیره است. داده‌نامه‌نویسی اطلاعاتی مثل نام سازنده، عنوان، و اصطلاح‌های موضوعی که منابع را توصیف می‌کند را تهیه می‌کند، این کار از طریق ایجاد رکوردهای کتاب‌نگاری (به انگلیسی: Bibliographic record) انجام می‌شود.
فهرست نویسی به فرایندی گفته می‌شود که برای آماده‌سازی یک کتاب، یا یک مجموعه مکتوب، یا چندرسانه‌ای انجام می‌شود تا دستیابی سریع و صحیح به آن کتاب یا مجموعه میسر شود.
هدف اصلی فهرست‌نویسی، برقراری نظمی است که به کمک آن هم کتابدار و هم مراجعه‌کننده بتوانند به سهولت و صحت، کتاب مورد نیاز خود را از میان کتابهای موجود در کتابخانه بیابند. البته در اغلب کتابخانه‌ها، سعی می‌شود کتابهای هم موضوع در کنار یکدیگر قرار گیرند.
به هر یک از موارد اطلاعاتی که برای توصیف کتاب‌شناختی مشخصات یک کتاب ذکر می‌شود یک شناسه گویند.
فهرست‌نویس‌ها توصیفات لازم در شناسه‌ها را می‌نویسند. افزون بر شناسه‌نویسی، معمولاً امور رده‌بندی و تعیین موضوع نیز بر عهده فهرست‌نویس است.
در کتابخانه ملی ایران برای هر کتاب یک فهرست‌نویسی پیش از انتشار صورت می‌گیرد که به اختصار فیپا نامیده می‌شود.

## برگه کتاب

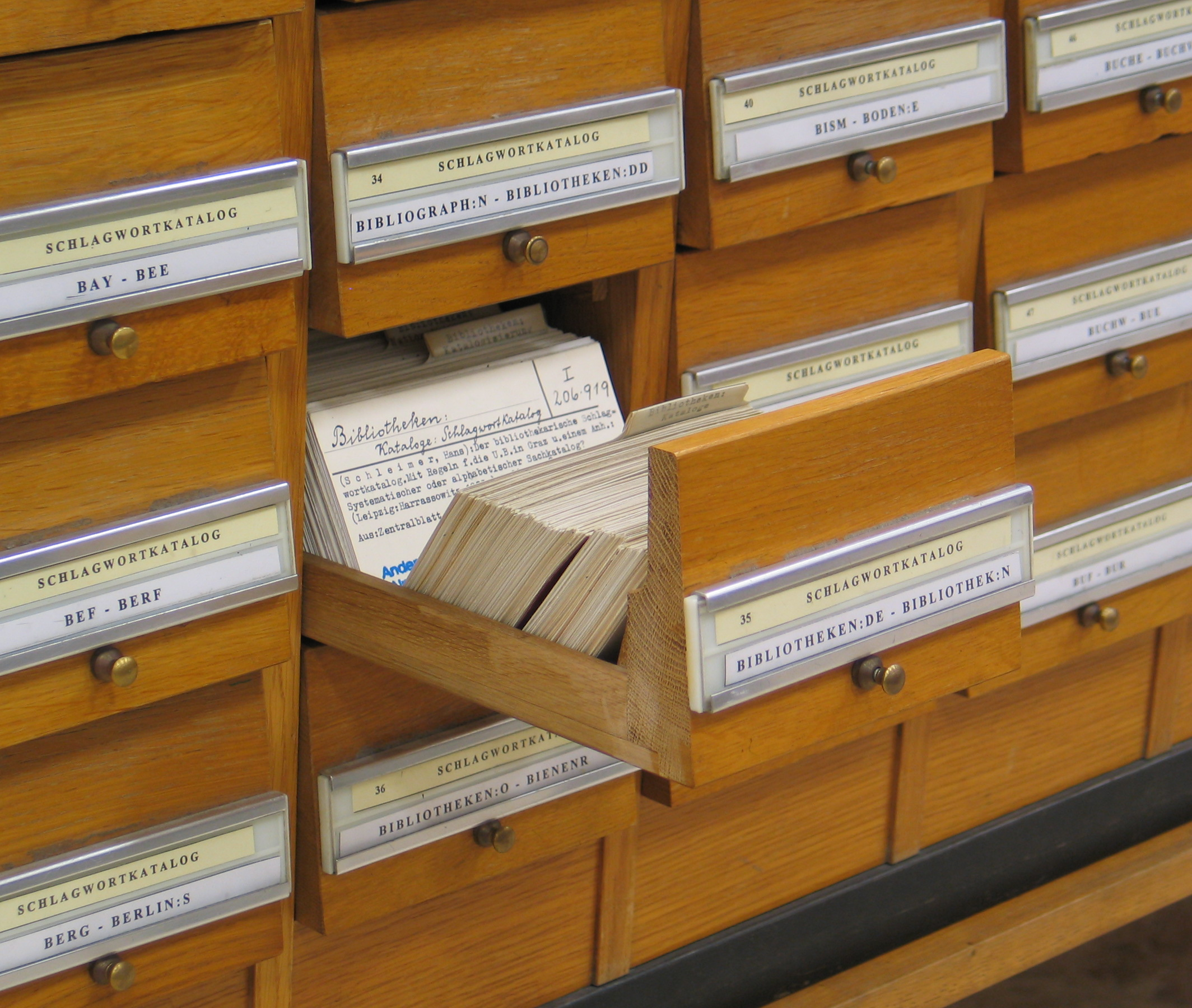
نمونه‌ای از برگه‌دان کتابخانه با کشوی حاوی فهرست‌برگه‌ها

مشخصات یک کتاب در بدو ورود به کتابخانه روی یک برگه مقوایی به ابعاد ۱۲٫۵ در ۷٫۵ سانتیمتر نوشته می‌شود. متن هر برگه از دو قسمت فهرست توصیفی و فهرست تحلیلی تشکیل می‌شود. البته این کار بسیار زمان‌بر بوده‌است.